# Hydractinia arctica
Hydractinia arctica är en nässeldjursart som först beskrevs av Jäderholm 1902.  Hydractinia arctica ingår i släktet Hydractinia och familjen Hydractiniidae. Inga underarter finns listade i Catalogue of Life.